# Ченстохова (станція)
Ченстохова (пол. Częstochowa) — залізнична станція польських залізниць, розташована в однойменному місті. Один з найбільших залізничних вузлів Сілезького воєводства. Згідно з класифікацією польських залізниць є станцією категорії Преміум.

## Залізничні лінії
- Лінія № 1 Варшава-Західна – Катовиці
- Лінія № 700 Ченстохова-Страдом – Ченстохова
- Лінія № 701 Ченстохова – Куцелінка